# Bergwerk Rodenfeld

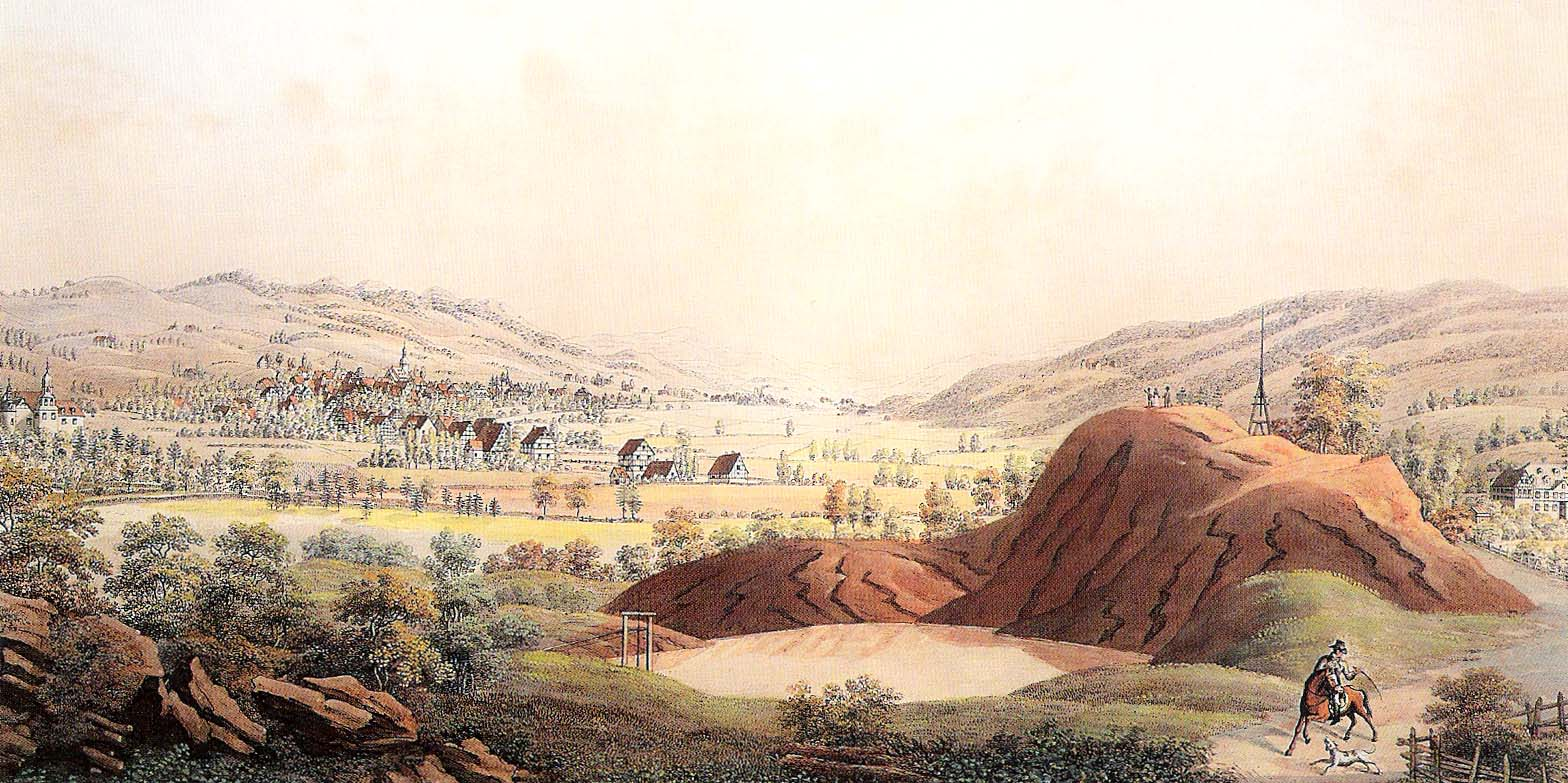
Rote Berge, zwischen 1804 und 1820

Das Bergwerk Rodenfeld war ein Bergwerk nahe Haus Martfeld in Schwelm, in dem Alaun und Vitriol gefördert wurden. Während bereits seit etwa 1500 in Schwelm Bergbau betrieben wurde, ist dieses Bergwerk für die zweite Hälfte des 16. Jahrhunderts überliefert. Der geförderte Schwefelkies wurde ausgelaugt und auf Pfannen gesottet, um Eisenvitriol zu gewinnen. Vitriol und Alaun wurde für die Tuchfärbung verwendet. Nach 1682 ruhte der Bergbau in Schwelm. Eine kurze Wiederbelebung erfolgte in der Mitte des 18. Jahrhunderts.
Die Ablagerungen des Massenkalks im Bereich Schwelm-Hagen-Iserlohn (sog. Schwelm-Kalk) entstanden vor 384 Millionen Jahren während des Givetiums in einem Schelfmeer vor der Küste Laurussias wenig südlich des Äquators. In den Hohlräumen eines Kluftnetz zirkulierten mineralische Lösungen, in denen sich ausgedehnte Erzlagerstätten bildeten. Der nicht verwertbare Abraum, hauptsächlich Kalkstein, wurde in den „Roten Bergen“ abgeladen, die der Lehrer Ernst Zimmermann auf Fossilien durchsuchte. Einige Funde Zimmermanns werden im Museum Haus Martfeld ausgestellt, andere in der Sammlung des Naturkunde-Museums Berlin. Die Halde bestand bis 1970.